# Vadu Moldovei
Vadu Moldovei is een Roemeense gemeente in het district Suceava.
Vadu Moldovei telt 4617 inwoners.